# إليزابيث مكراكين (كاتبة أيرلندية)
إليزابيث آن مود مكراكين (بالانجليزية: Elizabeth Anne Maud McCracken) أو «ليزبيث» (1871 - 1944) مناصرة لحق المرأة في الاقتراع وكاتبة نسوية معروفة في شمال أيرلندا باسمها قبل الزواج إل. إيه. إم بريستلي. على الرغم من موالاتها للاتحادية في أيرلندا، إلا أنها انضمت مع أعضاء آخرين من جمعية حق المرأة في الاقتراع في بلفاست إلى الاتحاد الاجتماعي والسياسي للمرأة في إعلان حملة عمل مباشر ضد حزب أولستر الوحدوي لرفضهم في عام 1914 احترام تعهد الاقتراع للمرأة. بعد الحرب العالمية الأولى ومنح المرأة حق الاقتراع، واصلت في ما أصبح الآن يُعرف باسم أيرلندا الشمالية للقيام بحملة حول قضايا العنف المنزلي والتمييز الجنسي.

## حياتها الخاصة
تقدم المصادر معلومات متضاربة حول ولادة إليزابيث وطفولتها. تم تسجيلها في إحصائيات عام 1901 بعمر 31 عامًا وأنها متزوجة من جورج مكراكين، محامي من بلفاست، ومع ذلك، فإنها مسجلة في إحصائيات عام 1911 بعمر 37 عامًا، على أنها صحفية تكتب في عمود الاحتلال.. يذكر مكتب السجل العام في أيرلندا الشمالية أن عمرها عند الوفاة كان 73 عامًا. لديها ثلاثة أبناء؛ جورج ستافيلي (مواليد 1901)، موريس لي (مواليد 1902) وجيمس بريستلي (مواليد 1904). تنقلت مكراكين في السنوات اللاحقة بين سيفيلد هاوس وبانجور وبري لودج وغريآبي وكو داون. 
دُفنت مكراكين في مقبرة بانجور الجديدة، كو داون، أيرلندا الشمالية، بعد عدة سنوات من صراعها مع المرض.

## مهنة الكتابة
اشتُهرت مكراكين بكونها صحفية ومؤلفة باسمها قبل الزواج إل. إيه. إم. بريستلي. تم نشر كتابها الأول تحت عنوان قصص حب بعض النساء المرموقات على يد هنري جيه ديفيس في لندن في عام 1906. في كتابها الأنثى في أدب الرواية، الذي نشرته شارلوت ديسبارد في عام 1918، عملت مكراكين على تشريح العلاقات بين الجنسين مثلما هو موضح في أعمال الروائيين الإنجليز بدءًا من شارلوت برونتي. أرخت تقدم البطلة الأنثوية «من دورها ككائن سلبي يلعب به الحظ، طوعًا أو كرهًا، وخاضعًا لأعراف الجنس ومتفرجًا في لعبة الحياة» إلى المرأة الجديدة المثالية عند سارة غراند - «كائن لديه مقدرات يتصف بالقوة إلى جانب وجود الفرصة لتهيئة نفسها».
تحت اسم إل. إيه. إم. بريستلي أو إل. إيه. إم بريستلي-مكراكين، ساهمت في الكتابة لدى العديد من الصحف مثل صحيفة ذا فوت الإنجليزية المدافعة عن حق الاقتراع وصحيفة ذا آيريش سيتيزن الأكثر نسوية بشكل علني وصحيفة ذا آيريش بريسبيتيريان وأيضًا في المجلة الثيوصوفية ذا هيرالد أوف ذا ستار. تم جمع بعض مقالاتها ونشرها ضمن كتيب خاص.